# 金德波斯特 (密蘇里州)
金德波斯特（英語：Kinderpost）是位於美國密蘇里州德克薩斯縣的非建制地區。

## 歷史
金德波斯特的郵局於1906年設立，其後於1954年停運。

## 地理
金德波斯特所處的海拔為高於海平面372米（即1220英呎），而該地所採用的時區為UTC-6，即北美中部時區（CST）。同時該地設有夏令時間，為UTC-6調快一小時，即UTC-5（CDT）。